# Otto-Ernst Ottenbacher
Otto-Ernst Ottenbacher (18 de noviembre de 1888 - 7 de enero de 1975) fue un general en la Wehrmacht durante la II Guerra Mundial que comandó varios cuerpos. Fue condecorado con la Cruz de Caballero de la Cruz de Hierro. Ottenbacher fue herido durante las primeras etapas de la batalla de Kalinin en octubre de 1941, cuando su avión fue derribado por cazas soviéticos. Gravemente quemado, fue trasladado inválido a Alemania para recuperarse.

## Condecoraciones
- Cruz de Caballero de la Cruz de Hierro el 13 de agosto de 1941 como Generalleutnant y comandante de la 36. Infanterie-Division[1]